# 101. Puma vadászrepülő osztály
Magyar Királyi Honvéd Légierő 101. "Puma" Honi Légvédelmi Vadászrepülő osztály majd ezred története. 1944. május 1. – 1945. május 5. Sokszor csak mint "A Puma" említik, az egység jelvénye után. Az osztályt Magyarország légterének védelmére hozták létre 1944 nyarán. Harcolt az amerikai 15. Légihadsereg és a Szovjet Légierő ellen, elsősorban Magyarország, de a háború végén Ausztria felett is. A Pumák között sok magasan képzett, tapasztalt veterán szolgált, többek között a II. világháború legsikeresebb magyar vadászpilótája, Szentgyörgyi Dezső is.

## Az osztály megalakulása
1944 tavaszán az USAAF többször támadta Magyarországot nagyszámú bombázó kötelékekkel. Az Országos Légvédelmi Parancsnokság ennek hatására úgy döntött, hogy a hatékonyabb fellépés érdekében egy egységes vadászrepülő-ezredet kell létrehozni. A cél az volt, hogy minél több vadászt lehessen egyidejűleg a bombázókötelékek és kísérőik ellen bevetni.
1944. május 1-jén alakult meg a Magyar Királyi Honvéd Légierő 101. „Puma” Vadászrepülő osztálya – a tervezett 101. Vadászrepülő ezred első egysége. Ekkor tűnt fel harmadszorra az üvöltő vörös pumafej valamely magyar vadászegység harci gépein.
Vitéz belényesi Heppes Aladár őrnagyot, a tapolcai vadászkiképző osztály parancsnokát április 6-án a légierő parancsnokságára rendelték. Kinevezték az akkor megalakult 101. honi vadászrepülő osztály parancsnokává.
Heppes őrnagy, a kinevezett parancsnok 1938-ban az 1/3-as majd 2/2-es hadrendi számú Puma század parancsnoka volt, 1941-től töltött be osztályparancsnoki beosztást. Előbb a 2/I. vadászosztály, később az átszervezések, hadrendi megnevezések változásakor az 1/II., majd az 5/I. vadászosztály parancsnoka lett. 1942 decemberétől 1943 novemberéig a keleti hadműveleti területen teljesített szolgálatot. Ott 4 légi győzelmet aratott.
A honi vadászvédelem bázisának kijelölt veszprémi repülőtér szemrevételezése április 7-én történt meg. Az osztályparancsnok felmérte a repülőtér állapotát, felszerelését, és elkészítette javaslatát a szükséges korszerűsítésekre.
A 101/1. század a volt kolozsvári 2/1. (Tőr) századból alakult, és 1943 nyarától honi légvédelmi szolgálatot látott el (1944. február elejéig Héja, attól kezdve pedig Bf 109 vadászgépekkel az állományában). A század parancsnoka, Scholtz Miklós százados 1943-ban – mielőtt a század vezetését átvette – rövid ideig a szovjet hadműveleti területen szolgált, hogy tapasztalatokat szerezzen a harcvezetésben. Április végén a század személyi állományát az RKI-ből és pótalakulatokból egészítették ki.
A szolnoki 1/1. (Dongó) századból hozták létre az osztály 2. (101/2.) századát. Parancsnoka – Újszászy György százados – és a hajózóállomány egy része huzamosabb időt töltött a keleti hadműveleti területen. Hat Bf 109 vadászrepülőgépük volt (ebből egy, április 13-án veszteséglistára került). A hajózóállomány egynegyede ezeken a vadászgépeken repült. 1944. április végén a századot az 1/2. századból egészítették ki, az addigi Héja pilóták átképzése ekkor kezdődött.
Az eredetileg Budapest légvédelmének megerősítésére tervezett 5/3. (Kőr-Ász) század 101/3. századként került a vadászosztályba. A Kőr-Ász április végén még mindig a szervezés és feltöltés állapotában volt. Parancsnoka Bejczy József főhadnagy, a volt 5/I. osztály segédtisztje lett. A század hajózóállományát kisebb részben a hadműveleti területről visszatért, harci tapasztalatokkal rendelkezőkből, nagyobbrészt pótalakulatok személyzetéből töltötték fel.
Az osztályszervezés időszakában a légvédelemre kijelölt századok repülőbázisaikon maradtak, csak Ferihegyről telepítették a 2/1. század és az RKI hajózó- és műszaki állományát Monorra és Vecsésre.
A századokban 12-12 gép volt, plusz 4 gép az osztálytörzsnél, tehát egyszerre maximum 40 gépet tudtak bevetni. A korábbiakhoz képest ez jelentős növekedést jelentett. A századokban sok keleti frontot megjárt tapasztalt pilóta szolgált, de volt jópár, frissen kiképzett pilóta is.
Az amerikai 15. légihadsereg ettől kezdve nem sétarepülésekre járt Magyarország fölé.

### Az Osztály felépítése
A Pumák Osztályparancsnoka: Heppes Aladár őrnagy, az "Öreg Puma"
Osztályparancsnok-helyettes: Horváth Gyula százados
Az Osztálytörzs (101/I.) gépei: 4 db Bf 109
101/1. vadászszázad (hívójele: „Zongora”)
- Parancsnok: Scholtz Miklós százados
- Első tiszt: Irányi Pál főhadnagy

101/2. vadászszázad („Retek”)
- Parancsnok: Újszászy György százados
- Első tiszt: Kőhalmy János főhadnagy

101/3. vadászszázad („Drótkefe”)
- Parancsnok: Bejczy József főhadnagy
- Első tiszt: Pávai-Vajna György főhadnagy[4]

Az osztály Veszprémben települt, innen repülte bevetéseit ameddig a front helyzete ezt lehetővé tette. Gépeik magyar gyártású Messerschmitt Bf 109 G-6-osok, a P-51 Mustang kivételével felvették a versenyt az amerikai vadászokkal.

### A pumafej
A vörös, üvöltő pumafej először 1938-ban jelent meg a magyar légierőben. Heppes Aladár tervezte meg a jelvényt, amikor parancsnokhelyettes volt az 1/3. vadászrepülő századnál (Baráth László rajzolta meg). A pumafej, eltérően más századjelvényektől, nem egy bizonyos századhoz kötődik, hanem Heppes Aladárhoz. Amikor őt áthelyezték egy másik vadászegységhez, a pumafej „követte”.
A „vezérünk a bátorság, kísérőnk a szerencse” jelmondat az 1/3. vadászrepülő század parancsnokától, Nagy Mihálytól származik.
Először az 1/3., majd – átnevezését követően – a 2/2. hadrendi számú vadászszázad használta a jelvényt, később az 5/I. vadászosztály a keleti fronton, legvégül pedig a 101. vadászrepülő osztály, majd ezred.

## Az „amerikai szezon”
A 101. Vadászrepülő Osztály első harci bevetését 1944. május 24-én repülte, de csak a 101/1. (Zongora) század szállt szembe az amerikaiakkal, 13 géppel. A kezdet nem nevezhető éppen sikeresnek, 5 igazolt és 1 valószínű győzelem (1 B–17, 3 B–24 és egy P–51) ellenében a század 1 hősi halottat, 1 súlyos sebesültet és 8 gépet vesztett. Az 1. század veszteségei miatt a 101/3. századot még aznap bevethetőnek minősítették. Az első osztálybevetés sem váratott sokat magára, május 30-án nagyerejű amerikai kötelékek osztrák célpontokat támadtak, ellenük akarták bevetni az egész osztályt. A vadászirányítás bizonytalansága miatt – mindig oda küldték az osztályt, ahonnan az ellenség már eltávozott – a bevetés eredménytelenül zárult. A július 2-ai bevetés ugyancsak eredménytelen volt. A következő bevetésen (június 14) végre sikerült a teljes osztályt – 32 gépet – harcérintkezésbe hozni az ellenséggel. Ekkor P-38-asokkal, két napra rá szintén Lightningokkal és P-51-esekkel került harcba a vadászosztály. Összesen 17 vadászt semmisítettek meg, de a saját vesztesség is jelentős: 6 gép megsemmisült, négy gép súlyosan, három enyhén sérült.
A további bevetések eredményei általában jók voltak, de veszteségek is majdnem mindig jelen voltak.
Augusztus 7-én súlyos veszteséget szenvedett egy magyar – német közös kötelék. A vadászirányítás és a kötelékvezér közötti félreértés késleltette egy Mustang köteléket megtámadását, ezért azok hátulról a napból támadva megtizedelték a vegyes köteléket. 8 magyar és legalább 9 német Bf 109 zuhant le. Két magyar pilóta hősi halált halt. Molnár László hadnagy valószínűleg még a gépében ülve szenvedett halálos sérülést, majd amikor a Bf 109 felrobbant, ő kirepült és a Káld melletti erdőbe zuhant. Ezt bizonyítják, hogy a pilótán megtalálásakor még rajta volt az oxigénmaszk, illetve teste egy része összeégett és zúzódásokkal volt borítva. Korábbi, haláláról szóló értesülések valószínűleg pontatlanok voltak, ezt segített tisztázni a 2020-ban megjelent "Oroszlán a Pumák között" című könyv. Nyemecz János zászlóst viszont valóban az ejtőernyőn függve lőtték agyon az amerikai vadászok. Egy további magyar pilóta súlyosan megsebesült. A német kötelék 2 halottat és 4 sebesültet vesztett.
Az együttműködéssel a németek és magyarok között voltak problémák. A német kötelékekkel a magyar pilóták nem tudtak rádiózni. A parancsokat különböző helyekről kapták. Egyszer-egyszer felmerül, hogy a tapasztaltabb német irányítók megvárták, amíg a magyar vadászok megtámadják a bombázókat és leválasztják róluk a védő vadászokat, így a német vadászok-rombolók jóval kisebb ellenállásba ütköztek saját támadásaik során.
Az augusztus 7-ét követő napokban, hetekben sűrűn bizonyították az USAAF bombázói, amit a BBC londoni adása rendszeresen sugárzott, azaz: "Hungary is on the list!", vagyis Magyarország is rajta van a listán… A Pumák és a honi légvédelemben részt vevő egységek csak enyhén tudták megzavarni a bombatámadásokat. A nyár folyamán májustól szeptemberig 25-30 kisebb-nagyobb bevetésre került sor az amerikai bombázók és vadászok ellen. Szeptember 1. és november 7. között már csak 7 bevetést repültek amerikaiak ellen. Az utolsó szervezett bevetésre az amerikai légierő ellen november 7-én került sor.
Az "Amerikai szezon" bevetéseinek részletes leírása: Harcok napról napra – Amerikai Szezon

### Taktika
Az amerikaiak elleni harc macska-egér játékhoz hasonlított. Meg kellett találni a bombázók legvédtelenebb pontját. Ha ez sikerült, akkor általában egy rácsapásra volt idő. A bombázótámadás végeztével a veszély nem múlt el, ugyanis a támadás után rajokra, géppárokra szakadt egységek nyakába sokszor több századnyi vadász „esett”, mert a kísérővadászok a bombázók segélykérésére nagyon gyorsan a támadás helyszínére értek. Ilyenkor a szétszóródott vadászokat sokszor földközelben a saját repülőtérig üldözték és leszállás közben is lőtték az amerikaiak. Amennyiben nem jelentek meg a vadászok, a bombázók általában súlyos veszteségeket szenvedtek. Ha nem sikerült „lyukat” találni a védelmen, meg kellett próbálni leválasztani a kísérővadászokat a bombázókról, hogy a német–magyar rombolók támadhassák őket. Az amerikai vadászgépek nagy létszáma miatt ez nem mindig volt sikeres.

### Eredmények
A 101. vadászosztály 1944 nyarán/kora őszén lelőtt 61 négymotoros bombázót és 46 egy- és kétmotoros vadászt. Saját veszteség 30 pilóta és 78 gép (a nagyobb létszámban bevetett Luftwaffe erők 53 négymotoros bombázót és 20 egy- és kétmotoros vadászt lőttek le, veszteségük 43 pilóta és 88 gép volt). A harcok hevességére jellemző, hogy az amerikai vadászok többször lőtték az ejtőernyővel menekülő vagy sérült géppel kényszerleszálló pilótákat. A veszteségek súlyosak voltak. Több tapasztalt pilóta is hősi halált halt, köztük vitéz Molnár László hadnagy, akit augusztus 7-én lőttek le. 132 bevetésen 25 légigyőzelmet ért el. Haláláig Magyarország legeredményesebb vadászrepülője volt.

## Osztályból ezred
Szeptember-október folyamán több változás is történt az osztály életében. Az egyik fontos esemény, hogy szeptember 19-ével az osztályt ezreddé fejlesztették, megalakult a 101/II. osztály ugyancsak 3 századdal – 101/4. Vihar, 101/5. Mókus, 101/6. Kölyök (kiképzőszázad) – Csathó Gyula őrnagy parancsnokságával (nem sokkal később Fülöp István őrnagy vette át a parancsnokságot). Heppes Aladár lett az Ezredparancsnok, Scholtz Miklós pedig a 101/I. parancsnokságát vette át. Új gépeket is kaptak, a 20 mm-es orrágyú helyett 30 mm-es MK 108 került beépítésre és elkezdték a gépekbe szerelni az MW–50 teljesítményfokozót is. Ez néhány percre megnövelte a teljesítményt és már le lehetett hagyni a gyorsnak számító Mustangot is. Az átalakítások azonban lassan haladtak és még januárban is volt gép 30 mm-es ágyú és MW-50 nélkül.

### Vörös csillagos ellenfelek
Időközben a front elérte Magyarországot, ezért ekkortól a szovjet légierő gépei jelentették a nagyobb fenyegetést. Az első harci bevetést október 12-én repülték Szeged térségében a szovjetek ellen. November 8-ától az ezredet kizárólag csak a szovjet légierő ellen vetették be. A fronthelyzet miatt hazatelepült a 102. vadászrepülő-osztály (két századdal, 102/1., 102/2.) és egészen 1945 január közepéig – amikor is a 102. vad. oszt. egy századdal kiegészülve a Puma ezred III. osztálya lett – sok közös bevetést repült a 101-esekkel. A szovjet légierő más taktikát alkalmazott mint az amerikai. Nem a hátországot támadták nagyszámú repülőgéppel, hanem a frontcsapatokat támogatták kisebb kötelékekkel. Ez azt jelentette, hogy nem voltak 30-40-50 szeres létszámfölényben a magyar vadászokkal szemben. Néha még az is előfordult, hogy a magyar vadászok voltak többen. Több lett a bevetés is, az amerikaiak taktikájukból adódóan nagyobb időközönként bombáztak magyar, osztrák esetleg szlovák célokat – előfordult, hogy 10 napig nem volt bevetés. A szovjetek viszont minden nap – amikor az időjárás lehetővé tette – támogatták a földi csapatok harcait. Ezek ellen pedig emelték a magyar vadászok kisebb-nagyobb kötelékeit. A szovjet gépek ellen ritkán repültek osztálybevetéseket, inkább csak 1-2 század, de volt, hogy csak 1 raj – 4 gép – szállt fel.
Az USAAF-tól különbözően a szovjetek inkább egymotoros, vastag páncélzatú csatarepülőkkel támogatták a szárazföldi előrenyomulást. Ezek voltak az Il–2-es Sturmovikok. Természetesen vadászgépeik (La–5, La–7, Jak–9, Jak–3, stb.) is jelen voltak, így nem volt könnyű a magyar és német vadászok dolga. Ezt csak nehezítette, hogy a Bf 109G szinte valamennyi változata a 4000-6000 méter fölötti magasságban hatékonyabb, a Sturmovikok pedig kifejezetten alacsonytámadók. A szovjetek ellen alkalmazott taktika tulajdonképpen igen egyszerű volt. A magyar vadászok általában 6000 méter felett repültek be az adott légtérbe – ha a látási viszonyok ezt lehetővé tették, felhős időben 10000 méteres berepülés sem volt ritka – míg erre a magasságra a szovjet vadászok ritkán emelkedtek. Ők 3-4000 méteren kísérték a földközelben repülő és földi csapatokat támadó Il-eket. A messzerek a 2-3000 méteres magasságfölényüket kihasználva, zuhanásban törték át a vadászok „védőgyűrűjét”, majd hátulról-alulról lőtték az Il-ek hűtőjét. Ha a hűtő találatot kapott, akkor gyakran kigyulladt vagy füstölni kezdett a gép. Az Il-ek vadászvédelme legtöbbször nem tudott beavatkozni a támadók tempóelőnye miatt. A vadászok közül inkább a La-5, La-7 típusokat tartották veszélyesebbnek. Repülni kellett alacsonytámadó bevetéseket is, amiket nem nevezhetünk éppen veszélytelen feladatnak. Az ellenséges földi csapatok a pisztolytól a 37mm-es légvédelmi gépágyúig szinte minden lehetséges tűzfegyverrel védték magukat a támadóktól. A veszteségek jó részét alacsonytámadások közben szenvedte el az ezred.
December 22-ig újabb 24 fő repülőgép-vezető volt a veszteség. Ennek ellenére a magyar pilóták szép eredményeket értek el a vöröscsillagos gépek ellen. Például január folyamán a 101/I. repült 83 bevetést, elért 28 győzelmet, elvesztett 3 pilótát és kb. 20 gépet, a 101/II. repült 53 bevetést 25 légigyőzelem ellenében, 2 fő veszteséggel, a 101/III. pedig 15 győzelmet ért el 1 fő veszteséggel. Január közepén megalakult a 101/III. osztály, 3 századdal – 101/7. Káró Ász, 101/8. Ricsi, 101/9. Béka – Kovács József őrnagy parancsnokságával, [Málnássy Ferenc] részvételével  Ekkor már Bf 109G–10 és G–14-es gépeket használtak. Januárban mindössze 7 nap volt teljesen alkalmas a bevetésre, így végre alkalom nyílt némi pihenésre… Amint az idő jobb lett, a bevetések újra sűrűsödtek, tovább forgott a haláltangó. A növekvő saját légigyőzelmekkel szemben a veszteségek, bár számszerűleg rendkívül alacsonyak voltak, de mégis igen súlyosan érintették a még megmaradt, kiképzett és már nagy haditapasztalattal rendelkező vadászok egyre fogyó, kis létszámú csoportját. A 101. Vadászezred feladata 1945 elején már csak a saját arcvonal légitámogatása volt. Az I. és III. osztályt összevonták, majd később újra szétválasztották.

### Végjáték
A földi helyzet miatt a front magyarországi szakasza gyorsan haladt nyugat felé, így a Pumáknak március 21-én el kellett hagyni Veszprémet és Kenyeribe kellett átrepülniük. 24-én Szombathelyre, majd azt követően Grosspetersdorfba, 31-én pedig Tullnba települtek. A háborút ezekről a repterekről is fegyelmezetten és becsülettel vívták, noha a hazájukat már nem védhették. Áprilisban újabb átszervezés, az osztályok géplétszámát 16-ra csökkentették – tulajdonképpen minden osztály, egy megerősített századnak felelt meg. Az utolsó hónapokban, nem volt más, tengelyhatalmi, harcoló repülőalakulat a 101-eseken kívül a front e szakaszán, ők vették fel a harcot az amerikai és szovjet gépek tömegeivel egészen a május 5. végig.
Az utolsó győzelmet április 17-én aratta Kiss főhadnagy egy Jak-9-cel szemben. 1945. április 23. az ezred utolsó bevetési napja. 8 gép szállt fel egy alacsonytámadási feladatra. 3 gép nem tért vissza (légiharc Mistelbach és a Morva folyó között). Pilótáik máig eltűntként vannak nyilvántartva. A következő héten gépeket még kaptak, de bevetést már nem repültek.
A háború végét Raffeldingben élték meg, ahol az egység összes gépét felgyújtották. 2007-ben derült ki, hogy a 101/3. század Bf 109G-10 gépe (W.Nr.611943) elkerülte a megsemmisülést és amerikai hadizsákmányként a tengeren túlra került. Május 5-én megadták magukat az amerikai 206. műszaki zászlóalj parancsnoka előtt és elindultak a Wels közelében lévő hadifogolytáborba.
Az 1944 október – 1945 május közötti időszak bevetéseinek részletes leírása: Harcok napról napra – 1944 október – 1945 május

## Összesített eredmények
A 101. vadászrepülő osztály majd ezred az 1943-as oroszországi, valamint az 1944-es honi légvédelmi és az 1944-45-ös arcvonalbeli harcok idején a következő „hivatalosan is elismert” légi győzelmeket érte el: 70 db szovjet repülőgépet 1943-ban és 218 darabot 1944-45 év folyamán. Összesen 288 lelövés. Lelőttek továbbá 61 db amerikai négymotoros bombázót 1944-ben plusz 3-at 1945-ben és 46 vadászgépet 1944-ben plusz 1-et 1945-ben. Összesen 108 légigyőzelmet arattak az amerikaiak ellen. A Pumák az amerikaiak és szovjetek ellen összesen 396 igazolt légi győzelmet arattak.
A legeredményesebb pilóta, vitéz Szentgyörgyi Dezső zászlós, 29 igazolt légi győzelemmel. A háború alatt egyszer sem lőtték le, tehát nem kellett ejtőernyős ugrást, vagy kényszerleszállást végrehajtania. 1971-ben halt repülőhalált a MALÉV koppenhágai járatának katasztrófája során, mikor a HA–MOC lajstromú Il–18V-vel meteorológiai okok miatt a tengerbe csapódtak. Soraikból kerültek ki a nevesebb magyar repülő ászok, úgymint vitéz Debrődy György, vitéz Molnár László „Paszulyos”, Kenyeres Miklós, vitéz Tóth Lajos „Drumi” és vitéz Szentgyörgyi Dezső.
A 101/I. vadászosztály két tagja tiszti arany vitézségi érmet kapott (Molnár László főhadnagy posztumusz, Debrődy György százados), ezen kívül két másikat (Szentgyörgyi Dezső zászlós, Tóth Lajos hadnagy) is felterjesztettek a legmagasabb kitüntetésre.
A veszteségek, a Pumák kis számához mérten súlyosak (főként a 101/I. osztályé, amely a legsúlyosabb harcokat viselte 1944 nyarán). A 101. Vadászrepülő-osztályból majd ezredből, megalakulásától kezdve, hősi halált halt 51, megsebesült 30, eltűnt 21, hadifogságba esett 7 pilóta.

### Epilógus
A Puma ezred pilótái a háború végén amerikai hadifogságba kerültek, ami részükre nagy szerencse volt a Gulágot, vagy esetleg kivégzést jelentő szovjet hadifogsághoz képest. Más kérdés, hogy a következő években (kommunista hatalomátvétel) a magyar királyi légierőben szolgált pilótákat (főleg a vadászokat), igen negatív színben tüntették fel („Horthysta”, „fasiszta” katonai múltjukat rótták fel nekik, szovjet gépek lelövését stb.). Így várható volt, hogy a vörös terror sok magyar pilótát is elér.
Ezt előre megsejtve nem egy pilóta választotta a letelepedést különböző nyugat-európai vagy amerikai országban. Az itthon maradtak közül sokan börtönbe kerültek, néhányan közülük bele is haltak a börtönévekbe, de volt, akit kivégeztek (pl. Tóth Lajost). A többiek veréseket, kínzásokat elszenvedve, rövidebb-hosszabb idő után szabadultak. Köztük volt Tobak Tibor is, aki könyveivel nagyban hozzájárult ahhoz, hogy a magyar második világháborús repülők méltó tiszteletben részesüljenek egyedülálló tetteikért, hősies helytállásukért és a hazáért áldozott életükért.

### Megjegyzés
A légi győzelmi adatok és a pilótaveszteség az eredeti második világháborús dokumentumok egy részének megsemmisülése és a háború utáni állapotok miatt csak közelítő értékűek.
Légi győzelmi adatok különbözőségeinek okai Gaál Gyula – Légi győzelmek: Tízen Felül

## A Puma a háború után
A Puma név és jelvény 1988-ban éledt fel újra, amikor a kecskeméti MH 59. Szentgyörgyi Dezső repülőbázis 1. vadászrepülő százada a Puma nevet vette fel. Akkor MiG-21-gyel, majd 1994-től MiG-29-cel repültek. Sok nemzetközi gyakorlaton bizonyították már felkészültségüket, melyről a külföldi pilóták is elismeréssel nyilatkoznak. A Puma hagyományok felelevenítésében és az Öreg Pumákkal való jó kapcsolat ápolásában kiemelkedőek Hegedűs Ernő „Gege” korábbi századparancsnok érdemei. A MiG-29-ek nyugdíjazása után jelenleg a svéd JAS 39 Gripen-el repülnek.
A Pumák emléket őrzi – többek között – a Puma Alapítvány és áttételes módon ugyan, de a 101. Puma Virtuális Vadászosztály is.

## Ezred-, osztály- és századparancsnokok
101. vadászrepülő-ezred – 1944.09.19-től – "Puma"
- E.pk.: Heppes Aladár őrnagy (1945.02.01-től alezredes)

Veszprém 1944. május 1. – 1945. március 21.
101/I. osztály – „Miklós” Veszprém 1944. május 1. – 1945. május 4.
- Pk.: Heppes Aladár őrnagy (1944. május 1. – 1944. szeptember 19.)
- Pk.: Scholtz Miklós százados (1944. szeptember 19. – 1945. január 14.)
- Pk.: Irányi Pál főhadnagy (1945. január 14. – 1945. május 4.)

101/1. század – „Zongora” – ex. 2/1. század
- Pk.: Scholtz Miklós százados (1944. május 1. – 1944. szeptember 19.)
- Pk.: Irányi Pál főhadnagy (1944. szeptember 19. – 1944. november 8.)[38]
- Pk.: Murányi Jenő főhadnagy (1944. november 9. – 1945. január 23.)[38]
- Pk.: Málik József hadnagy. (1945. január 23. – 1945. április 16.)

101/2. század – „Retek” – ex. 1/1. század
- Pk.: Újszászy György százados (1944. május 1. – 1944. szeptember 19.)
- Pk.: Papp Tibor főhadnagy (1944. szeptember 19. – 1944. november 16.)
- Pk.: Tóth Lajos hadnagy (1944. november 16. – 1945. május 4.)

101/3. század – „Drótkefe” – újonnan alakult az 5/3. század és a kiképzőszázad pilótáiból
- Pk.: Bejczy József főhadnagy (1944. május 1. – 1944. november 4.)
- Pk.: Debrődy György hadnagy (1944. november 5. – 1944. november 16.)
- Pk.: Halasi Sándor főhadnagy (1944. november 18. – 1945. május 4.)

101/II. osztály – „István” Kenyeri 1944. szeptember 3. – 1945. május 4.
- Pk.: Csathó Gyula őrnagy (1944. szeptember 3. - ?)
- Pk.: Fülöp István őrnagy (? – 1945. május 4.)

101/4. század – „Vihar” (1944. október 10. – 1944. december 2. között az I. osztály alárendeltségében, Veszprémben.)
- Pk.: Bánlaky György főhadnagy (1944. szeptember 3. – 1944. november 6.)
- Pk.: Füleky Béla főhadnagy (1944. november 7. – 1945. április 4.)

101/5. század – „Mókus”
- Pk.: Pávay-Vajna György főhadnagy (1944. szeptember 25. – 1945. május 4.)

101/6. század – „Kölyök”
- Pk.: Papp Tibor főhadnagy (1944. november 21. – 1945. február 15.)

101/III. osztály – „József” Veszprém 1945. január – 1945. május 4.
- Pk. : Kovács József őrnagy 1945. január – 1945. május 4.

101/7. század – „Kóró” – ex 102/1. század
- Pk.: Máthé László főhadnagy. (1945. január – 1945. május 4.)

101/8. század – „Ricsi” – ex 102/2. század
- Pk.: Pottyondy László százados (1945. január – 1945. május 4.)

101/9. század – „Béka” – ex „Reich” gépszállító század
- Pk.: Békássy István százados (1945. február 20. – 1945. május 4.)